# Christchurch Castle
Christchurch Castle er ruinen af en middelalderborg, der ligger i Christchurch, Dorset, England. Den tidligste del af murværket er blevet dateret til 1160. Det er en normannisk motte and bailey-fæstning, som er blevet anlagt inden for en endnu ældre saksisk burh der kontrollerede et overfarts sted på floden Avon.
Constable's House står i forbindelse med borgen, og det blev tilføjet i 160. Det er et sjældent eksempel på en normannisk privat hjem.
I dag bliver baileyen brugt til bowls-bane og voldgraven er blevet fyldt op. Dele af keepet og en stor del af Constable's House er dog stadig bevaret. Både borgen og Constable's House er listed buildings af første grad, og de drives af English Heritage som turistattraktion.